# Holiday in Europe
Holiday in Europe – studyjny album piosenkarza Binga Crosby'ego nagrywany 8 i 9 maja 1961 roku i wydany w listopadzie 1962 roku przez Decca Records.

## Nagrywanie albumu
Orkiestrowe aranżacje wykonał Bob Thompson, a orkiestrą dyrygował Malcolm Lockyer w studiu Decca, West Hampstead w Londynie, w październiku 1960 roku. Crosby nagrał cztery utwory z Lockyerem 15 października 1960 roku w Londynie, ale podjęto decyzję, że nie wykorzysta tych ścieżek wokalnych. Następnie nagrał swoje wokale do wszystkich podkładów orkiestrowych w maju 1961 roku. Malcolm Lockyer nie został wymieniony na okładce albumu.

## Lista utworów
| Tytuł | Tytuł                | Długość |
| ----- | -------------------- | ------- |
| 1.    | „April in Portugal”  | 3:06    |
| 2.    | „C'est si bon”       | 2:49    |
| 3.    | „Never on Sunday”    | 2:47    |
| 4.    | „More and More Amor” | 2:38    |
| 5.    | „Moment in Madrid”   | 2:05    |
| 6.    | „Morgen”             | 2:19    |

| Tytuł | Tytuł                                                    | Długość |
| ----- | -------------------------------------------------------- | ------- |
| 1.    | „Two Shadows on the Sand”                                | 2:56    |
| 2.    | „Under Paris Skies”                                      | 2:27    |
| 3.    | „Domenica”                                               | 2:35    |
| 4.    | „Pigalle”                                                | 2:26    |
| 5.    | „My Heart Still Hears the Music (A Letter to Pinocchio)” | 2:33    |
| 6.    | „Melancolie”                                             | 2:33    |